# Громадянська війна в Афганістані (1992—1996)
Громадянська війна в Афганістані (1992—1996) — збройний конфлікт на території Афганістану, що спалахнув між колишніми дружніми збройними угрупованнями моджахедів, які щойно повалили прорадянський уряд Демократичної Республіки Афганістан на чолі з Мухаммедом Наджибулла. Збройне протистояння між польовими командирами різнорідних збройних формувань, що разом протистояли радянській окупації, спалахнуло 28 квітня 1992 року — в день, коли новий афганський уряд повинен був офіційно замінити владу ДРА, і завершилася 27 вересня 1996 року завоюванням Кабула Талібаном, що проголосив створення Ісламського Емірату Афганістан. Громадянська війна стала логічним продовженням попередньої війни 1989—1992 років між урядовими збройними силами Демократичної Республіки Афганістан та афганськими моджахедами.
Громадянська війна почалася із сутичок 25 квітня 1992 року між трьома, пізніше п'ятьма або шістьма арміями моджахедів, коли Хезб-е Ісламі на чолі з Ґульбуддіном Хекматіаром за підтримки пакистанської міжвідомчої розвідки (ІСІ) відмовилася створити коаліційний уряд з іншими групами моджахедів і намагалася здобути Кабул для себе. Наступні роки кілька разів деякі з цих войовничих груп формували коаліції і часто знову розпадалися. Наприкінці 1994 року в протистояння вступила нова міліція «Талібан», яку підтримали Пакистан і ISI, що дуже швидко перетворилася на найпотужнішу силу на території Афганістану. До кінця 1994 року таліби захопили Кандагар, в 1995 році вони окупували Герат, на початку вересня 1996 року вони взяли Джелалабад, і в кінці вересня 1996 року вони захопили Кабул. Але, на цьому збройна боротьба не зупинилася й точилася наступні роки, часто між домінуючими талібами та іншими групами повстанців.

## Історія

### Передумови
До березня 1992 року президент Мухаммед Наджибулла, втративши спочатку радянську, а згодом й російську підтримку, на якій тримався його режим, повністю втратив контроль над Демократичною Республікою Афганістан, його збройні сили зазнали поразки у протистоянні з моджахедами. 18 березня 1992 року, під тиском США та Пакистану (через структури ООН), він погодився подати у відставку і забезпечити умови для створення нейтрального тимчасового уряду. У квітні 1992 року деякі партії моджахедів почали переговори про створення національного коаліційного уряду. Але одна група, Хезб-і Ісламі, очолювана Ґульбуддіном Хекматіаром, підтримувану Пакистанською міжвідомчою розвідкою (ISI), не приєдналася до переговорів і оголосила про однобічне завоювання Кабула. Хекматіар зосередив свої війська під Кабулом і незабаром після 17 квітня його безперешкодно допустили в місто. Іншим групам моджахедів не лишилося іншого вибору, ніж ввести свої сили 24 квітня в Кабул, щоб запобігти захопленню Хекматіаром столиці та країни.

### Бої
25 квітня 1992 року в Кабулі почалося протистояння, що швидко переросло в справжні бойові дії між шістьма арміями моджахедів, які в цей час перебували в столиці: Хезб-е Ісламі, Джаміат-є Ісламі, Юнбіш-і Міллі, Іттехад-і Ісламі, Хезб-і Вахдат і Харакат-і-Ікілаб-і-Ісламі. 25 травня 1992 року вождям моджахедів Ґульбуддін Хекматіар (Хезб-і Ісламі) після переговорів з лідером моджахедів Ахмадом Шахом Масудом (Джаміат-є Ісламі) було запропоновано посаду прем'єр-міністра в уряді Моджадеді — фактично паралізованому — «тимчасовому уряду». Але ця угода зруйнувалася вже 29 травня, коли Моджадеді звинуватив Хекматіара в тому, що за його командою президентський літак був обстріляний ракетами при поверненні Президента з Ісламабаду.
До 30 травня 1992 року війська моджахедів Джаміату й Юнбіша воювали проти Хезб-е Ісламі Хекматіара в південному Кабулі. Але, поступово бої охопили все місто. Наприкінці травня — початку червня Хекматіар почав повсюдно обстрілювати Кабул. У червні Джаміат й Юнбіш обстріляли райони на південь від Кабула, Іттехад і Хезб-і Вахдат змагалися один з одним у західному Кабулі.
Наприкінці червня 1992 року Бургануддін Раббані перебрав на себе тимчасове головування від Моджадеді, як це передбачалося Пешаварськими угодами.
До кінця 1992 року сотні ракет були запущені по Кабулу, тисячі, в основному цивільні, були вбиті в сутичках, півмільйона людей втекли з міста. У 1993 році протиборчі групи бойовиків продовжували боротьбу за Кабул, кілька договорів по припинення вогню та мирних угод було підписано, але ніхто їх майже не виконував. За даними Human Rights Watch, в період з 1992 по 1995 рік п'ять різних армій моджахедів спричинили своїми діями масштабне зруйнування Кабула, деякі з цих аналітиків особливо звинувачують у цих жорстокостях групу Хезб-е Ісламі.
У січні 1994 року силами Юнбіш Дустума і Хезб-і Вахдат перейшли на бік Хезб-е Ісламі Хекматіара. Громадянська війна спалахнула вже в інших регіонах, зокрема у північному місті Мазарі-Шариф. Масуд у відповідь завдав удар, відбивши у Дустума Кундуз, а потім почав контрнаступ, у результаті якого війська Хекматіара і Дустума були відкинуті від Кабула. Дустуму довелося відступити на північ, а хазарейці і пуштуни Хекматіара відновили бої за столицю. До кінця року Масуд утримував вузький коридор від Кабула через Панджшерську ущелину до Кундуза.
У вересні 1994 року на півдні Афганістану, під проводом мулли Мухаммеда Омара зародився рух повстанців, який згодом отримав назву Талібан (пушту طالبان, «студенти»). Талібан спочатку користувався величезною підтримкою з боку афганців, втомлених від корупції, жорстокості та безперервних боїв воєначальників моджахедів. У талібах більшість афганського суспільства, виснаженого двадцятирічною війною, побачило ту силу, яка нарешті наведе порядок у країні і дасть їй мир. Кількість бійців Талібану зросла з великою швидкістю. У жовтні-листопада 1994 року Талібан провів свою першу бойову операцію, коли вони вирушили маршем з Майванда на півдні Афганістану, щоб захопити місто Кандагар і прилеглі провінції, втративши лише кілька десятків чоловіків. За три місяці нікому не відомий до цього рух Мухаммеда Омара узяв під свій контроль 12 з 34 провінцій Афганістану. Багато польових командирів швидко переходили на бік Талібану разом зі зброєю, у чималих поселеннях їх зустрічали, як героїв.
Взимку 1995 року Громадянська війна спалахнула з новою силою. Основними противника вже були чотири сторони: «тимчасовий уряд» Бургануддіна Раббані, з Шахом Масудом і його Джаміат-є Ісламі; Талібан; Дустум із загонами Юнбіш-і Міллі; і Хезб-і Вахдат. У лютому 1995 року Талібан, захопивши Газні та провінцію Вардак, підступив до Кабула. У березні 1995 року Абдул Алі Мазарі, лідер Хезб-і Вахдат, об'єднався з талібами і дозволив їм увійти в Кабул. Масуд у відповідь почав бомбардувати Кабул, вигнавши Вахдат і талібів з міста. Потім Талібан продовжив обстріл Кабула і атакував сили Масуда в Кабулі.
У 1996 році Талібан, за підтримкою Пакистану, значно наростив свої сили й підготувався до рішучого наступу. Такий перебіг подій змусив інші ворогуючі фракції перед загрозою, що нависла, сформувати нові альянси. Першими на початку березня об'єдналися «тимчасовий уряд» Бургануддіна Раббані та Хезб-е Ісламі Хекматіара. У липні було сформовано новий уряд з п'яти фракцій: Джаміат-є Ісламі Раббані, Хезб-е Ісламі, Іттехад-і Ісламі Абдула Расул Сайяфа, Харакат-і Ісламі і фракція Акбарі Хезб-і Вахдат. Це об'єднаний альянс не зміг зупинити наступ і перемогу талібів. Врешті-решт 27 вересня 1996 року Талібан, контролюючи вже значні території західного, південного та східного Афганістану, здобув Кабул і проголосив про створення Ісламського Емірату Афганістан.